# Grube Wingertshardt
Die Grube Wingertshardt war eine Erzgrube in Wingertshardt in der Ortsgemeinde Hövels im Landkreis Altenkirchen in Rheinland-Pfalz. Die Grube lag im Siegerländer Erzrevier.

## Geschichte
1740 wurde die Grube ersterwähnt, vermutlich wurde vorher schon Erz abgebaut. Neu verliehen wurde die Grube am 2. April 1744 und am 1. Dezember 1766. Tiefbau wurde ab 1866 durch einen Blindschacht betrieben. 1891 wurde die Grube wegen Wasserproblemen stillgelegt, um 1915 aber wieder in Betrieb genommen und ein Verbund mit der Grube Vereinigung realisiert. 1949 wurde ein Durchschlag zur Grube Friedrich angelegt. Am 31. Dezember 1957 wurde die Förderung eingestellt, am 31. Januar 1963 endgültig stillgelegt. 180 Belegschaftsmitglieder verlieren ihren Arbeitsplatz. Im Februar 1968 wurde der Förderturm abgerissen. Mit der Grube Vereinigung zusammen wurden 9,3 Mio. t Eisenerz gefördert.

## Schächte und Stollen
- „Tiefer Stollen“: * 1772
- „Neuer Schacht“: * 1874, Abmessungen: 4,9 × 2,9 m, 349 m Teufe, nach der Stilllegung nicht verfüllt
- „Blindschacht I“: * 1866
- „Blindschacht II“: 478 m
- „Blindschacht III“: 700 m

Die Gesamtteufe lag bei 789 m.